# NGC 5554
NGC 5554 (другие обозначения — NGC 5564, ZWG 47.6, PGC 51160) — галактика в созвездии Дева.
Этот объект занесён в новый общий каталог несколько раз, с обозначениями NGC 5554, NGC 5564.
Этот объект входит в число перечисленных в оригинальной редакции «Нового общего каталога».